# 清津峡温泉
清津峡温泉（きよつきょうおんせん）は、新潟県十日町市（旧国越後国）にある温泉である。
日本三大峡谷の一つである清津峡の玄関口に位置する。

## 泉質
- 単純硫黄泉（清津峡湯元温泉 清津館）
  - 泉温 40〜50℃
- 弱食塩泉
  - 泉温 33℃

## 温泉街
国道353号から清津峡へ向かう新潟県道389号清津公園線の起点付近に小さな温泉街が形成されている。山間部に位置するため、比較的に閑静である。旅館が2軒、その他に食堂・土産店が数軒存在する。
旅館
- 清津峡湯元温泉　清津館（清津峡小出温泉）[1]
- いろりとほたるの宿せとぐち（清津峡温泉瀬戸口の湯）[2]

廃業
- 湯処よーへり

## 歴史
- 1860年（文久2年）- 温泉場が開かれた[3]。
- 1934年（昭和9年）- 「清津峡湯元温泉 清津館」開業。

## 交通
- 関越自動車道塩沢石打ICから国道353号経由、車で約20分。
- 越後湯沢駅より南越後観光バスで30分。「清津峡入口」バス停下車徒歩すぐ[4]。
- JR飯山線越後田沢駅より車で30分。